# Molly McClure
Molly McClure (* 19. Januar 1919 in Watsonville, Kalifornien; † 15. August 2008 in Plano, Texas) war eine US-amerikanische Schauspielerin.

## Leben
Molly McClure wurde als Tochter von Neva Hill und William Earnest Karnes geboren. Als ihr Geburtsname wird Molly Hill angegeben. Ihre Mutter verstarb bald nach ihrer Geburt. Sie wuchs bei ihrem Onkel und ihrer Tante in Paducah im Bundesstaat Kentucky auf. Im Jahr 1939 heiratete sie Rush Delbert McClure und wurde in Folge Mutter von drei Töchtern. Nach dem Ende ihrer etwa 10 Jahre dauernden Ehe mit McClure und ihrer Scheidung zog sie ihre Töchter in der Folgezeit alleine in Paducah groß. In jenen Jahren entstand ihr Interesse am Theater und am Schauspiel. In ihrer Heimatstadt Paducah war sie Mitbegründerin des Market House Theatre, wo sie in zahlreichen lokalen Produktionen mitwirkte.
1968 zog sie, um in der Nähe ihrer Töchter zu sein, nach Los Angeles und wirkte dort zunächst weiterhin als Bühnenschauspielerin. In Los Angeles war sie Ensemblemitglied beim Actor’s Alley Repertory Theater.
Außerdem wirkte sie als Nebendarstellerin (sog. character actress) in vielen Fernseh- und Filmproduktionen mit. Zu ihren Kinofilmen gehören u. a. Moving – Rückwärts ins Chaos (1988), Arthur 2: On the Rocks (1988), City Slickers – Die Großstadt-Helden (1991, als Millie Stone), Mrs. Doubtfire – Das stachelige Kindermädchen (1993; als Haushälterin) und Die goldenen Jungs (1994; wieder als Millie Stone).
In der Filmkomödie Die Erbschleicher (1990) spielte sie die Mama Wheelis, eine Rolle, die sie auch auf der Bühne verkörperte. Für den musikalischen Westernfilm Pure Country übernahm sie die Rolle von George Straits Großmutter.
Im Fernsehfilm Geliebte auf Abruf (1987) war sie Victoria Principals Tante. Sie war auch verschiedenen Fernsehserien in Episodenrollen zu sehen, u. a. in Mord ist ihr Hobby, Zurück in die Vergangenheit, Picket Fences – Tatort Gartenzaun, Ausgerechnet Alaska und Walker, Texas Ranger.
Sie starb 2008 mit 89 Jahren nach kurzer Krankheit im texanischen Plano, wo sie zuletzt mit einer ihrer Töchter lebte.

## Filmografie
- 1987: Geliebte auf Abruf (Mistress; Fernsehfilm)
- 1988: Moving – Rückwärts ins Chaos (Moving)
- 1988: Arthur 2: On the Rocks
- 1989: Webster (Fernsehserie)
- 1989: Die Rettung der Jessica McClure (Everybody's Baby: The Rescue of Jessica McClure; Fernsehfilm)
- 1990: Die Erbschleicher (Daddy's Dyin'... Who's Got the Will?)
- 1990: Mord ist ihr Hobby (Murder, She Wrote; Fernsehserie)
- 1991: Zurück in die Vergangenheit (Quantum Leap)
- 1991: City Slickers – Die Großstadt-Helden (City Slickers)
- 1992: Brennende Herzen (In Sickness and in Health; Fernsehfilm)
- 1992: Schatten der Leidenschaft (The Young and the Restless; Fernsehserie)
- 1992: Murphy Brown (Fernsehserie)
- 1992: Pure Country
- 1993: Mrs. Doubtfire – Das stachelige Kindermädchen (Mrs. Doubtfire)
- 1994: Picket Fences – Tatort Gartenzaun (Picket Fences; Fernsehserie)
- 1994: Die goldenen Jungs (City Slickers II: The Legend of Curly’s Gold)
- 1995: Ausgerechnet Alaska (Northern Exposure; Fernsehserie)
- 1995: Unter dem Hula Mond (Under the Hula Moon )
- 1995; 1997: Walker, Texas Ranger (Fernsehserie)
- 1998: Finding North
- 1998: The Patriot